# Suze sina razmetnoga
Suze sina razmetnoga religiozna je poema hrvatskog pisca Ivana Gundulića, izdana u Veneciji 1622. godine.

## Predložak
Poema Suze sina razmetnoga nastala je prema paraboli iz Lukina Evanđelja (Lk 15, 11-32) o ocu koji sinu oprašta neposluh i suludo potrošen imetak, nakon što se ponizno pokajao, svjestan težine svojih djela. Gundulić preuzima i razrađuje temu ostavljajući prepoznatljivim osnovne crte predloška.
Parabola kao oblik predstavlja produženu poredbu, uklopljenu u veće prozno djelo, u ovom slučaju Bibliju. Biblijska parabola o neposlušnom sinu ima svega dvadesetak redaka, dok se ista tema u poemi razrađuje u 1332 stiha. Osnovna, sažeta biblijska priča u poemi se proširuje brojnim sinovim promišljanjima o smislu života i smrti, grijehu, a mnogi su stihovi posvećeni i njegovu kajanju, plaču zbog počinjenih grijeha.
Monolozima sin iznosi i radnju, stoga se, uz ulogu lika, u njemu ostvaruje i uloga pripovjedača, s tim da se na nekim mjestima javlja i sveznajući pripovjedač da bi najavio monolog. U biblijskoj paraboli javlja se samo sveznajući pripovjedač.
Različita je i razrada grijeha, u biblijskoj paraboli sinovljev grijeh prikazan je općenito kao hedonističko uživanje u životu, u rastrošnosti i neumjerenosti svake vrste. Poema također preuzima te grijehe, ali veže ih uz jedan glavni – bludnost, potaknuta prekrasnom ženom. Bludnost je potaknula razmetnog sina i na rastrošnost; imetak ne gubi trošeći na vlastitu raskoš i ugodu, nego kupujući ženi razne vrijedne poklone, ne bi li zadobio njenu naklonost.
Lik razbludne žene ne postoji u biblijskoj paraboli, a u poemi je izostavljen lik starijeg sina zbog čega je nešto drugačiji završetak i znatno drugačija pouka.
I parabola i poema razrađuju problem grijeha, spoznanja, pokajanja i oprosta, no pouka parabole usmjerena je prema "pravednima" kojima se napominje kako svako obraćenje grešnika treba slaviti jer ovaj brat tvoj bio je mrtav i živi opet; bio je izgubljen, i nađe se (Lk 15, 32), dok se pouka poeme zadržava na grešniku, ističući kako će svakomu tko se iskreno pokaje biti oprošteni grijesi i osigurana vječnost.

## Forma
Gundulićevo djelo Suze sina razmetnoga religiozna je poema strukturirana u tri plača, svaki započinje prikladnim citatom iz Lukina evanđelja iz kojega je tema i preuzeta. Plačevi su naslovljeni po trima fazama kroz koje prolazi razmetni sin: sagrješenje, spoznanje i skrušenje.
Na početku se nalazi i kratka posveta u prozi Prisvijetlomu gospodinu Jeru Dživa Gundulića, formalno odijeljena od plačeva u kojoj se autor osvrće na tradiciju dubrovačkog pjesništva i kratko najavljuje temu.
Djelo je pisano u simetričnim osmercima kombiniranim u sestine, pri čemu prvi plač ima 74, drugi 56 i treći 92 osmeračke sestine, rime ababcc.

## Stil
Poema kao termin još u antičkoj literaturi imala je općenito značenje, vjerojatno je to jedan od razloga zbog kojeg je kao vrsta do danas ostala nedovoljno određena te utjelovljuje karateristike svih triju književnih rodova, i lirike, i epike, i drame. Razrađena fabula, likovi i pripovjedač karakteristike su epskog, karakteristike dramskog mogu se očitati u iznimno snažnoj unutarnjoj borbi glavnog lika i dugim monolozima, a lirska je sama forma, izrazita nabijenost emocijama, promišljanja o moralno-teološkim pitanjima i brojne pjesničke figure među kojima je bitno istaknuti, uz najčešće poredbe i epitete, snažne metafore i brojne figure suprotnosti – oksimorone, paradokse i snažne antiteze. Antiteza "grijeh/pročišćenje" prožima čitavo djelo, tako da se ono u cijelosti može shvatiti kao velika antiteza. Također, djelo obilježava i alegoričnost, jer priča o odnosu oca i sina, može se prenijeti na odnos čovjeka i Boga.

## Sadržaj

### Sagrješenje
U prvi plač uvodi se suzama sina koji oplakuje svoje grijehe, u nadi da će, ako prolije dovoljno suza, njegova duša okupana pokajanjem biti ponovno čista i dostojna Božje prisutnosti. Zaziva Boga i moli ga da mu pošalje Duha Svetoga, a obraća se i Isusu Kristu, objedinjujući u svom zazivu sve tri božanske osobe u simbolično Sveto Trojstvo. Govori o grijesima i grešnu čovjeku nedostojnu Božje milosti, uzdajući se ipak u to da će se Bog smilovati onom tko se iskreno pokaje za svoje grijehe. Obraća se grešniku, istodobno se obraćajući cijelom čovječanstvu, savjetujući mu da se kloni zla kako bi bio dostojan života sa Svevišnjim.
Nakon općenitog promišljanja o grijehu počinje govoriti o sebi, sinu koji se odmetnuo od oca, uzevši njegovo imanje da bi zadovoljio svoje apetite za putenim užicima, sve dok nije potrošio sve bogatstvo i ostao bez ičega. Oskudica ga je natjerala na razmišljanje o lagodnom životu koji je imao živeći s ocem: slatko opijanje, u zlatu sazidana kuća, sluge na raspolaganju u svakom trenutku, raskošna postelja u kojoj se budio nakon bludnih, besanih noći. Bludnost potaknuta zamamnom, krasnom ženom dovela ga je do bijede, pustoši; dok kod njegova oca i sluge žive u blagostanju, on samuje gladan poput zvijeri u nepoznatoj zemlji, svinje su mu društvo, planina dom, hladan kamen jastuk.
Zaslijepljen zlatnom kosom i rumenim obrazima, nije vidio koliko je ta žena lažljiva, besramna, svoje tijelo dala bi svakome. Nižući oštre antiteze, razmetni sin opisuje ženu, prvo govoreći o njezinoj slatkoći i ljepoti, a nakon toga iznosi drugu, tamnu stranu, za koju je bio slijep sve dok se nije osvijestio. Trudio se da bi je osvojio pišući pisma, ali ona je ostajala hladna, skrivala se od njega i derala njegova pisma. Tek kad ju je počeo darivati zlatom, ona napokon pada u njegovo naručje. Sretan, pomislivši da ga ona napokon voli, da je uspio prodrijeti do njezina srca, daruje joj sve više i više. S vremenom shvaća da je njezina ljubav zapravo bila tek ljubav prema darovima koje joj je donosio. Sam, ostavljen, sveden na prosjački štap, shvaća da nema zlata kojim bi osvojio njezinu ljubav jer njoj nije bitna ljepota, pamet, razum, vjernost, važni su joj samo bogatstvo i darovi. Razorila ga je poput požara ili poplave iznutra i izvana, materijalno i duhovno. Grijeh ga je obuzeo, proždirao dio po dio, nastanio se u duši čineći je gnjilom. Preostaje mu samo kajanje.

### Spoznanje
Na početku drugoga plača ponovno se javlja lirski subjekt sa svojom refleksijom o Božjoj veličini i postanku svijeta. Prikazuje razmetnog sina koji se nalazi u krdu svinja i nada se da će umrijeti od gladi ili da će ga proždrijeti neke divlje zvijeri, jer bilo bi pravedno da oni koji kao zvijeri žive od zvijeri budu i proždrijeti. No, njegova je prljavština i duhovna, onečišćen je grijehom pa i zvijeri zaziru od njega.
Razmišlja o ljepoti koja mu je bila izvor svakog zla: ona svjetlost pretvara u tamu, raskida zavjete, ona je plam koji prži, a ne krijepi, a najbolje je dočarava kao stablo koje se neplodno širi, svojom krošnjom samo stvarajući veliku sjenu. Spoznaje koliko je griješio. Kose koje je nekad zvao zlatnima sada vidi kao zmije što ujedaju, lice nekad obasuto ružama sada je drač, a medene su usne otrov. Zaveden mladošću, slobodom i željom za putenim užicima, napustio je rodni kraj, lutao je zemljama i šumama u potrazi za ugodom, a na kraju je pronašao jad, brigu i tugu. Svojim životom svjedoči o svijetu koji se temelji na suprotnostima što se vječito izmjenjuju. Sve što je lijepo krije neku gadost, sve što ima početak, ima i kraj. Čovjek, čim se rodi, počinje umirati, to mu je sudbina. U ovom životu ništa nije stalno, sve pada u zaborav.
Promišlja i o smrti, dijeli je na fizičku i duhovnu. Fizička smrt, smrt od svita, ona je tek kratak uzdah. Duhovna smrt, smrt od duše, jest vječna, lišava čovjeka vječnog blaženstva u raju. Dobri će ljudi nakon smrti u raj pun raskoši, njihova duša uživat će svu slavu i blaženstvo vječnoga života pod okriljem Svetog Trojstva. Zli ljudi osuđeni su na vječno ropstvo u tami pakla uz zvuke plača i škrgut zubi.
Razmetni sin obraća se svojoj duši koja treperi i čezne za čistoćom, strahujući od pakla i vječne patnje. Želi očistiti svoju dušu kako bi bila dostojna Boga.

### Skrušenje
Neutralni kazivač govori o čudima svemogućega Boga; On može učiniti sve, no u jednu stvar ipak ne dira, čovjekovu slobodnu volju. Razmetni sin živio je, predan bludnosti, grešnim životom, ali skrušio se, čvrste želje za preobraćenjem i Bog mu je pročistio srce i dušu, dogodilo se najveće čudo – preobraćenje jednog grešnika.
Razmetni sin, grešnik usred pustoši, zavapio je Bogu, oplakivao svoje grijehe. Ničice pavši na zemlju, tresući se sav od muke, jada i boli, grcao je u suzama jedva smogavši snage ispovjediti svoje grijehe. Ispovijedajući se, istodobno se pita o svijetu, moralnim vrijednostima, prolaznosti. Promišlja o Bogu koji je čovjeku toliko dobar, za njega je stvorio ovaj svijet, dao mu da pije, da jede, postavio ga za vladara životinjskog i biljnog svijeta, dao mu je razbor da može razlučiti dobro od zla, a čovjek je ipak toliko nezahvalan i nedostojan svega toga.
Razmetni sin plače ganut Božjom dobrotom koja sve nadvisuje, i njegovo se srce rastapa, nije više ledeno. Bog ga čisti od svega i on ustaje ponovno rođen. Odlučuje vratiti se svom ocu i zamoliti ga da ga primi kao slugu, svjestan da nije više dostojan zvati se njegovim sinom. Teško mu je vratiti se nakon svega što je učinio. Kaje se za sve grijehe, a njegove suze svjedoče o tome. Dolazi k ocu i pada mu pod noge moleći za oprost. Otac ga srdačno dočekuje, pun ljubavi, utiskuje mu poljubac oproštenja, odijeva u novu, bijelu odjeću, slavi Boga i zahvaljuje mu za sinov povratak.

### Strani prijevodi
- ruski: Иван Гундулич, Слезы блудного сына [Slezy bludnogo syna], 1965, Washington DC: Inter-Language Literary Associates; prev. Лидия Алексеева [Lidija Alekseeva]; uvod, redaktura, bilješke Р.В. Плетнев [R.V. Pletnev]
- engleski: The Tears of the Prodigal Son, u: Most / The Bridge: Journal of Croatian Literature (1990, br. 1-2), Zagreb: Društvo književnika Hrvatske; prev. Celia Hawkesworth